# 점근적 평탄 다양체
리만 기하학과 일반 상대성 이론에서 점근적 평탄 다양체(漸近的平坦多樣體, 영어: asymptotically flat manifold)는 어떤 콤팩트 집합("중심")을 제외하면, 유클리드 공간에 점근적으로 근접하는 리만 계량을 갖는 조각들("끝")로 구성된 리만 다양체이다.

## 정의
{\displaystyle n}차원 리만 다양체 {\displaystyle (M,g)}가 주어졌다고 하고, 또 어떤 양의 실수 {\displaystyle \alpha \in \mathbb {R} ^{+}}가 주어졌다고 하자.
{\displaystyle M}의 점근적 평탄 끝(영어: asymptotically flat end) {\displaystyle (\Sigma ,\iota _{\Sigma })}는 다음과 같은 데이터로 주어진다.
- {\displaystyle M}의 {\displaystyle n}차원 부분 다양체 {\displaystyle \Sigma \subseteq M}
- 미분 동형 사상 {\displaystyle \iota _{\Sigma }\colon \{x\in \mathbb {R} ^{n}\colon \|x\|>1\}\to \Sigma }

이 데이터는 다음 조건을 만족시켜야 한다.
{\displaystyle {\frac {\partial ^{l}}{\partial x^{i_{1}}\partial x^{i_{2}}\cdots \partial x^{i_{l}}}}\left(\iota _{\Sigma }^{*}g\left({\frac {\partial }{\partial x_{i}}},{\frac {\partial }{\partial x_{j}}}\right)-\delta _{ij}\right)\in O(r^{-\alpha -l})\qquad \forall l\in \{0,1,2\},\;\forall i_{1},i_{2},\dots ,i_{l},i,j\in \{1,\dots ,n\}}
여기서
{\displaystyle r={\sqrt {\sum _{i=1}^{n}(x^{i})^{2}}}}
이다. 위 조건을 지표 표기법으로 줄여 쓰면 다음과 같다.
{\displaystyle \partial _{i_{1}}\cdots \partial _{i_{l}}(g_{ij}-\delta _{ij})\in O(r^{-\alpha -l})\qquad \forall l\in \{0,1,2\},\;\forall i_{1},i_{2},\dots ,i_{l},i,j\in \{1,\dots ,n\}}
{\displaystyle n}차원 리만 다양체 {\displaystyle (M,g)}와 그 유한 개의 점근적 평탄 끝 {\displaystyle (\iota _{1},\Sigma _{a})_{a=1,\dots ,m}}이 주어졌으며, 만약
{\displaystyle M\setminus (\Sigma _{1}\cup \Sigma _{2}\cup \cdots \Sigma _{m})}
이 콤팩트 공간이라면, {\displaystyle M}을 점근적 평탄 다양체(영어: asymptotically flat manifold)라고 한다. 이 경우, 위의 {\displaystyle m}의 최솟값을 {\displaystyle M}의 끝의 수(영어: number of ends)라고 한다.

### 로런츠 다양체의 경우
위 조건은 리만 다양체를 마치 공간처럼 여겨 정의한 개념이다. 마찬가지로, 로런츠 다양체를 시공간으로 여겨 비슷한 조건을 정의할 수 있다.
{\displaystyle n+1} 로런츠 다양체 {\displaystyle ({\mathcal {M}},g)}가 주어졌다고 하고, 또 어떤 양의 실수 {\displaystyle \alpha \in \mathbb {R} ^{+}}가 주어졌다고 하자.
{\displaystyle {\mathcal {M}}}의 점근적 평탄 끝(영어: asymptotically flat end) {\displaystyle (\Sigma ,\iota _{\Sigma })}는 다음과 같은 데이터로 주어진다.:§3.6
- {\displaystyle {\mathcal {M}}}의 {\displaystyle n}차원 공간형 부분 다양체 {\displaystyle \Sigma \subseteq M} (즉, {\displaystyle g\upharpoonright \Sigma }는 리만 계량을 이룬다)
- 미분 동형 사상 {\displaystyle \iota _{\Sigma }\colon \{x\in \mathbb {R} ^{n}\colon \|x\|>1\}\to \Sigma }

이 데이터는 다음 조건을 만족시켜야 한다.
{\displaystyle \partial _{i_{1}}\cdots \partial _{i_{l}}(g_{ij}-\delta _{ij})\in O(r^{-\alpha -l})\qquad \forall l\in \{0,1,2\},\;\forall i_{1},i_{2},\dots ,i_{l},i,j\in \{1,\dots ,n\}}
{\displaystyle \partial _{i_{1}}\cdots \partial _{i_{l}}(\operatorname {II} _{ij}-\delta _{ij})\in O(r^{-\alpha -l})\qquad \forall l\in \{0,1,2\},\;\forall i_{1},i_{2},\dots ,i_{l},i,j\in \{1,\dots ,n\}}
여기서
{\displaystyle r={\sqrt {\sum _{i=1}^{n}(x^{i})^{2}}}}
이며, {\displaystyle \operatorname {II} _{ij}}는 {\displaystyle \Sigma }의 제2 기본 형식이다. (이는 {\displaystyle \mathrm {T} ^{*}\Sigma \otimes \mathrm {T} ^{*}\Sigma \otimes \mathrm {N} _{{\mathcal {M}}/\Sigma }}의 단면인데, 법다발 {\displaystyle \mathrm {N} _{{\mathcal {M}}/\Sigma }}은 {\displaystyle {\mathcal {M}}}의 로런츠 계량 {\displaystyle g}로 인하여 표준적으로 단위 벡터 단면을 잡을 수 있다.)
진공 아인슈타인 방정식의 해의 경우, {\displaystyle n\geq 3}이라면 항상 {\displaystyle \alpha =n-2}로 잡을 수 있다.:(3.26), §3.7

## 예
콤팩트 리만 다양체는 자명하게 0개의 끝을 갖는 점근적 평탄 다양체이다. 유클리드 공간은 자명하게 하나의 끝을 갖는 점근적 평탄 다양체이다.
원점을 제외한 유클리드 공간 {\displaystyle \mathbb {R} ^{n}\setminus \{0\}} 위에 다음과 같은 리만 계량을 주자.
{\displaystyle \mathrm {d} s^{2}=r^{-2}\,\mathrm {d} r^{2}+(\ln(r+1/r))^{2}\,\mathrm {d} \Omega ^{2}}
좌표 변환
{\displaystyle r=\exp t}
를 가하면 이는
{\displaystyle \mathrm {d} s^{2}=\mathrm {d} t^{2}+(\ln(2\cosh(t))^{2}\,\mathrm {d} \Omega ^{2}}
가 되므로, 이는 {\displaystyle t\to \pm \infty }에서
{\displaystyle \mathrm {d} s^{2}\approx \mathrm {d} t^{2}+|t|^{2}\,\mathrm {d} \Omega ^{2}}
이다. 따라서, 이는 두 개의 끝을 갖는 점근적 평탄 다양체이다.
4차원 이상의 시공간에서, 슈바르츠실트 계량은 (질량 중심 틀에서 {\displaystyle t=0} 조각을 생각한다면) 점근적 평탄 다양체를 이룬다.

## 같이 보기
- 아인슈타인 방정식